# Triunghiul Lublin
Triunghiul Lublin (în lituaniană Liublino trikampis, în poloneză Trójkąt Lubelski, în ucraineană Люблінський трикутник) este o alianță regională tripartită pentru cooperare politică, economică, culturală și socială între Lituania, Polonia și Ucraina, care are ca scop susținerea integrării Ucrainei în UE.
Țările din Triunghiul Lublin și-au declarat sprijinul pentru restabilirea integrității teritoriale a Ucrainei în interiorul granițelor recunoscute la nivel internațional și solicită încetarea agresiunii rusești împotriva acesteia. Triunghiul Lublin susține acordarea Ucrainei de statutul de partener consolidat NATO și afirmă că acordarea Ucrainei unui plan de acțiune pentru aderarea la NATO este următorul pas necesar în această direcție.
Formatul tripartit se bazează pe tradițiile și legăturile istorice ale celor trei țări. Declarația comună relevantă a fost semnată de miniștri la 28 iulie la Lublin, Polonia. Lublin a fost ales în mod special ca indiciu pentru Uniunea Lublin medievală, care a creat Commonwealth-ul polonez- lituanian, unul dintre cele mai mari state din Europa la acea vreme.
Ideea creării unei astfel de organizații îi aparține lui Adam Czartoryski, exprimată de Veaceslav Ciornovil.

## Istorie
Declarația comună a miniștrilor afacerilor externe din Lituania, Polonia și Ucraina Linas Linkevičius, Jacek Chaputowicz și Dmytro Kuleba privind crearea formatului a fost semnată la 28 iulie 2020 la Lublin, Polonia.
La 1 august 2020, ministrul afacerilor externe al Ucrainei, Dmytro Kuleba, l-a invitat pe ministrul afacerilor externe din Belarus, Volodymyr Makei, la cea de-a doua întâlnire, care va avea loc la Kiev. În timpul Forumului Economic de la Karpacz, Polonia, la 10 septembrie 2020, directorul Departamentului de Est al Ministerului de Externe al Poloniei, Jan Hofmokl, a declarat că Triunghiul Lublin ar trebui să fie de fapt un pătrat cu Belarus. Potrivit acestuia, la etapa inițială Minsk a fost interesat de acest proiect politic, dar mai târziu s-a răzgândit.
La 17 septembrie 2020, a avut loc prima întâlnire (în format video) a coordonatorilor naționali ai Triunghiului Lublin, creată de miniștrii de externe din Ucraina, Polonia și Lituania în iulie 2020. Vasyl Bodnar (Ucraina), Marcin Pszydach (Polonia) și Dalus Cekuolis (Lituania) au fost numiți coordonatori ai acestui mecanism de cooperare tripartit. Părțile au discutat despre pregătirile pentru următoarea întâlnire a miniștrilor de externe din Triunghiul Lublin, care va avea loc la Kiev la inițiativa ministrului Dmytro Kuleba. Una dintre principalele sarcini ale Triunghiului Lublin ar trebui să fie coordonarea acțiunilor Ucrainei, Poloniei și Lituaniei pentru a contracara în mod eficient provocările și amenințările la adresa securității comune, printre care prioritatea este combaterea amenințărilor hibride din Rusia.
La 29 ianuarie 2021, în timpul primei întâlniri online a Triunghiului Lublin, ministrul ucrainean de externe Dmytro Kuleba a declarat într-un briefing că Ucraina, Lituania și Polonia sunt în favoarea aderării Belarusului la Triunghiul Lublin, dar încă nu a sosit timpul.
| “ | „Desigur, fără Belarus, Triunghiul Lublin este puțin incomplet. Am dori, în cele din urmă, ca un Belarus democratic să adere și să transforme „Triunghiul Lublin” în „piața” Lublin. Dar nu a sosit încă timpul pentru aceasta. În același timp, înțelegem cu toții că situația din Belarus are un impact nu numai asupra relațiilor bilaterale ale țării cu vecinii săi, ci și asupra situației din regiune în ansamblu ", a spus Kuleba, rezumând prima întâlnire a Triunghiul Lublin. | ” |

La 28 februarie 2021, a devenit cunoscut faptul că la sfârșitul lunii ianuarie 2021 președintele Belarusului ales în 2020 Svitlana Tikhanovska a contactat pentru prima dată ministrul de externe al Ucrainei, Dmytro Kuleba, unde ne-a invitat la o întâlnire a Triunghiului Lublin și așteaptă o invitație la o întâlnire offline cu domnul Kuleba și cu Verkhovna Rada. Svitlana a menționat că dorește ca „Triunghiul Lublin” să devină „Patru Lublin”.

## Mecanisme de cooperare
Conform acestei declarații comune a Lituaniei, Poloniei și Ucrainei, miniștrii de externe ai părților ar trebui să organizeze întâlniri periodice, în special în domeniile activităților multilaterale, și cu participarea unor parteneri selectați. De asemenea, vor organiza consultări la nivelul conducerii ministerelor afacerilor externe din țările lor și vor crea în aceste ministere poziții de reprezentanți în cooperare în cadrul Triunghiului Lublin.
În cadrul primei întâlniri de videoconferință din 17 septembrie 2020, coordonatorii naționali au identificat principalele activități ale Triunghiului Lublin și au convenit să asigure o interacțiune durabilă între format la diferite niveluri de lucru. În timpul ședinței, au convenit asupra principiilor de bază ale Triunghiului Lublin și au prezentat planurile de cooperare în viitorul apropiat. Una dintre sarcinile principale ar trebui să fie coordonarea acțiunilor celor trei state pentru a aborda în mod eficient provocările și amenințările actuale la adresa securității noastre comune. Printre subiectele prioritare din cooperare se numără contracararea comună a amenințărilor hibride din Rusia, în special în lupta împotriva dezinformării. S-a subliniat importanța menținerii unei strânse cooperări în cadrul organizațiilor internaționale.
| “ | "Suntem uniți nu numai de valori și interese comune, ci și de o responsabilitate comună pentru viitorul țărilor noastre și al regiunii în care trăim și care a fost în centrul politicii globale în ultimii ani", Vasyl Bodnar spus. | ” |

Vice-miniștrii au convenit, de asemenea, să lanseze o consultare tematică tripartită la nivelul directorilor ministerelor de externe din cele trei țări. Coordonatorii au acordat o atenție importantă situației din Belarus și din alte țări din regiune. Vasyl Bodnar și-a exprimat recunoștința partenerilor pentru sprijinul lor constant pentru integritatea teritorială și suveranitatea statului nostru și sprijinul în contracararea agresiunii rusești. De asemenea, și-a informat colegii cu privire la principalele obiective ale Platformei Crimeea și a invitat Polonia și Lituania să coopereze activ în cadrul platformei, care are ca scop dezocuparea Crimeei.
La 12 octombrie 2020, prim-ministrul Ucrainei Denis Shmygal a remarcat importanța nou-creatului „Triunghi Lublin” și l-a invitat pe președintele polonez Andrzej Duda să -și extindă formatul, și anume să discute despre posibilitatea unei întâlniri a șefilor de guvern în „ Triunghiul Lublin "în timpul vizitei sale în Ucraina.
La 27 februarie 2021, ministrul lituanian de externe Gabrielius Landsbergis a declarat pentru Radio Liberty din Ucraina că inițiativa Triunghiului Lublin, care unește Ucraina, Lituania și Polonia, aduce Ucraina mai aproape de integrarea europeană:
| “ | „Cred că acest format este foarte util. Și sunt sigur că acest format poate fi extins, pentru a vorbi nu numai despre politică. Am putea discuta, de asemenea, despre istoria comună, geopolitica, economia și multe alte lucruri. O astfel de comunicare permite să ne structurăm într-o anumită măsură cooperarea ... Este, desigur, foarte utilă și apropie integrarea europeană a Ucrainei ”, a spus el. | ” |

El crede, de asemenea, că inițiativa Platformei Crimeea este „extrem de utilă nu numai pentru găsirea unor soluții concrete, ci și pentru a reaminti problema ocupării Crimeei”.

## Inițiative

Emblema LitPolUkrbrig

### Adunarea interparlamentară
Adunarea interparlamentară a Verkhovna Rada din Ucraina, Seimas și Senatul Republicii Polonia și Seimas din Republica Lituania au fost înființate în 2005 pentru a stabili un dialog între cele trei țări în dimensiunea parlamentară. Reuniunea constitutivă a Adunării a avut loc la 16 iunie 2008 în Kiev, în Ucraina. În cadrul Adunării, există comitete pentru integrarea europeană și euro-atlantică a Ucrainei, cooperarea umanitară și culturală.

### Echipa comună
Brigada lituaniană-poloneză-ucraineană este o unitate multinațională cu capacitățile unei brigăzi militare comune, concepută pentru a desfășura operațiuni militare independente în conformitate cu dreptul internațional sau pentru a participa la astfel de operațiuni. Este alcătuit din unități militare speciale din cele trei țări, selectate din Brigada 21 Ridle Pidgal (Polonia), Brigada 80 Assault (Ucraina) și batalionul Marii Ducese Biruta Ulan (Lituania).
Brigada lituaniană-poloneză-ucraineană a fost înființată în cadrul cooperării tripartite în domeniul apărării în 2014. Oferirea unei contribuții naționale la formațiuni militare multinaționale de înaltă pregătire (acorduri de rezervă ale ONU, grupuri tactice de luptă ale UE, forța de răspuns NATO), precum și operațiuni internaționale de menținere a păcii și securitate sub auspiciile ONU, UE, NATO și alte organizații internaționale de securitate (b) pe baza mandatului Consiliului de Securitate al ONU și în cazul aprobării de către parlamentele țărilor participante.
Din 2016, LitPolUkrbrig a fost un element important al eforturilor NATO de a implementa standardele NATO în Forțele Armate din Ucraina. Principalele activități ale brigăzii includ instruirea ofițerilor și unităților militare ucrainene în aceste standarde, planificarea și desfășurarea sarcinilor operaționale și menținerea pregătirii operaționale.

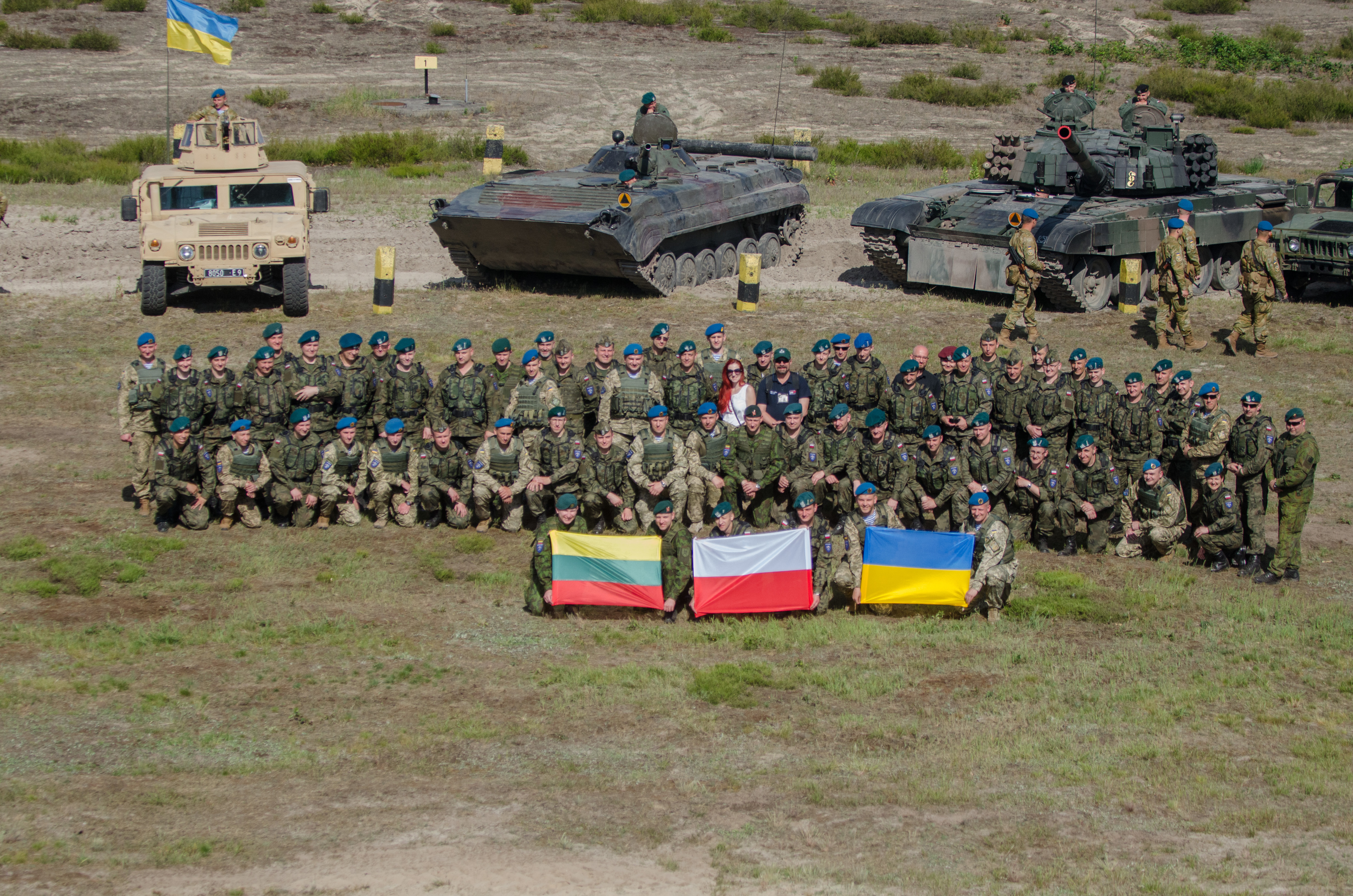
Soldații brigăzii lituano-polonezo-ucrainene la ceremonia de deschidere a exercițiului „Anaconda-2016” la locul de testare Nova Deba din Polonia, iunie 2016.

## Compararea țărilor
| Nume                       | Lituania                                                                                            | Polonia                                                                                               | Ucraina |
| Nume oficial               | Republica Lituania (Lietuvos Respublika)                                                            | Republica Polonia (Rzeczpospolita Polska)                                                             | Ucraina |
| -------------------------- | --------------------------------------------------------------------------------------------------- | --- | --- |
| Emblemă                    | | | |
| Steag                      | Lituania                                                                                            | Polonia                                                                                               | Ucraina |
| Populația                  | ▲ 2.794.329                                                                                         | ▼ 38.383.000                                                                                          | ▼ 41.660.982 |
| Pătrat                     | 65.300 e cel mai frecvent km² (25.200 mile)                                                         | 312.696 e cel mai frecvent km² (120.733 mile)                                                         | 603.628 km² (233.062 mile) |
| Densitatea populației      | 43 persoane / km²                                                                                   | 123 persoane / km²                                                                                    | 73 persoane / km² |
| Sistem                     | Republica constituțională parlamentară-prezidențială unitară                                        | Republica constituțională parlamentară-prezidențială unitară                                          | Republica constituțională parlamentară-prezidențială unitară                                                                                         |
| Capitale                   | Vilnius - 580.020 (810.290 Zona metropolitană)                                                      | Varșovia - 1.783.321 (3.100.844 Teritoriul metropolitan)                                              | Kiev - 2.950.800 (3.375.000 zona metropolitană) |
| Cel mai mare oraș          | Vilnius - 580.020 (810.290 Zona metropolitană)                                                      | Varșovia - 1.783.321 (3.100.844 Teritoriul metropolitan)                                              | Kiev - 2.950.800 (3.375.000 zona metropolitană) |
| Limbile oficiale           | Lituaniană (de facto și de drept)                                                                   | Poloneză (de facto și de drept)                                                                       | Ucraineană (de facto și de drept) |
| Actualul șef de guvern     | Primul ministru Saulius Skvernalis (2016 - prezent)                                                 | Prim-ministrul Mateusz Morawiecki (Drept și justiție ; 2017 - prezent)                                | Prim-ministrul Denis Shmygal (2020 - prezent) |
| Actualul șef de stat       | Președintele Gitanas Nauseda (2019 - prezent)                                                       | Președintele Andrzej Duda (Drept și justiție ; 2015 - prezent)                                        | Președintele Volodymyr Zelensky (Slujitorul poporului ; 2019 - prezent)                                                                              |
| Principalele religii       | 77,2% catolici, 4,1% ortodocși, 0,8% vechi credincioși, 0,6% luterani, 0,2% reformatori, 0,9% Alții | 87,58% romano-catolici, 7,10% greu de spus, 1,28% alte credințe, 2,41% nereligios, 1,63% nespecificat | 67,3% ortodocși, 9,4% greco-catolici, 0,8% romano-catolici, 7,7% creștini indecizi, 2,2% protestanți, 0,4% evrei, 0,1% budiști, 11,0% neconfesiuni   |
| Grupuri etnice             | 84,2% lituanieni, 7,1% polonezi, 5,8% ruși, 1,2% bieloruși, 0,5% ucraineni, 1,7% alții              | 98% polonezi, 2% alții sau nespecificați                                                              | 77,8% ucraineni, 17,3% ruși, 0,8% români și moldoveni, 0,6% bieloruși, 0,5% tătari din Crimeea, 0,4% bulgari, 0,3% unguri, 0,3% polonezi, 1,7% alții |
| PIB (nominal)              | - ▲ $54,219 млрд (2018) (80 місце) - ▲ $20,355 на душу населення (2018) (42 місце)                  | - ▲ $585.816 млрд (2018) (21 місце) - ▲ $15,426 на душу населення (2018) (56 місце)                   | - ▲ $161.872 млрд (2020 кошторис) (56 місце) - ▲ $3,881 на душу населення (2020 кошторис) (119 місце)                                                |
| Datorii externe (nominale) | 34,48 miliarde de dolari (2016) - 31,6% din PIB                                                     | 281,812 miliarde de dolari (2019) - 47,5% din PIB                                                     | 47,9 miliarde de dolari (2018) - 46,9% din PIB |
| PIB (PKS)                  | - ▲ $107 млрд (2018) (83 місце) - ▲ $38,751 на душу населення (2018) (38 місце)                     | - ▲ $1.215 трильйон (2018) (23 місце) - ▲ $32,005 на душу населення (2018) (41 місце)                 | - ▲ $429.947 млрд (2018) (48 місце) - ▲ $10,310 на душу населення (2018) (108 місце)                                                                 |
| Valută                     | Euro (€) - EUR                                                                                      | Zlot polonez (PLN) - PLN                                                                              | Hrivna ucraineană (() - UAH |
| Index de dezvoltare umana  | 0.869 дуже високо 34 місце - 0.774 дуже високо IHDI 13 місце                                        | 0.872 дуже високо 34 місце - 0.801 дуже високо IHDI 27 місце                                          | 0.750 високо 88 місце - 0.701 високо IHDI 54 місце                                                                                                   |